# Championnats du monde de natation en petit bassin 2024
Navigation
Melbourne 2022
Les Championnats du monde de natation en petit bassin 2024, dix-septième édition des championnats du monde de natation en petit bassin, ont lieu du 10 au 15 décembre 2024 à Budapest, en Hongrie.
En raison du conflit en Ukraine, les athlètes russes et biélorusses ne sont autorisés à concourir que sous drapeau neutre. Les athlètes mexicains doivent eux aussi concourir sous un drapeau neutre en raison de la suspension de leur fédération nationale depuis 2016. Par le passé, les athlètes neutres étaient regroupés sous la seule désignation NIA (World Aquatics : Neutral Independent Athletes, soit « athlète neutre indépendant »). Pour ces championnats, World Aquatics a attribué des codes différents regroupant des athlètes provenant d'un même pays. Ils ont alors reçu des codes-pays d'équipe en fonction de leur passeport d'origine :
- NAA (Neutral Athletes Team A, soit « équipe A des athlètes neutres ») pour l'équipe des athlètes biélorusses autorisés ;
- NAB (Neutral Athletes Team B, soit « équipe B des athlètes neutres ») pour l'équipe des athlètes russes autorisés ;
- NAC (Neutral Athletes Team C, soit « équipe C des athlètes neutres ») pour l'équipe des athlètes mexicains.

Membres d'une même équipe, ainsi hors du seul cadre individuel, ces athlètes peuvent alors concourir aux compétitions par équipes interdites auparavant, par exemple : relais, plongeon, natation artistique.
Le water-polo reste une discipline interdite, car il y a contact physique entre les membres des équipes engagées dans un même match.

## Podiums

### Hommes
| Épreuves             | Or | Or                  | Argent | Argent           | Bronze | Bronze            |
| -------------------- | --- | ------------------- | --- | ---------------- | --- | ----------------- |
| Nage libre           | |                     | |                  | |                   |
| 50 m                 | Jordan Crooks | 20 s 19             | Guilherme Santos | 20 s 57          | Jack Alexy | 20 s 61           |
| 100 m                | Jack Alexy | 45 s 38             | Guilherme Santos | 45 s 47          | Jordan Crooks | 45 s 48           |
| 200 m                | Luke Hobson | 1 min 38 s 61 WR    | Maximillian Giuliani | 1 min 40 s 36 OC | Lucas Henveaux | 1 min 41 s 13     |
| 400 m                | Elijah Winnington | 3 min 35 s 89       | Carson Foster Kieran Smith                                                                                               | 3 min 36 s 31    | |                   |
| 800 m                | Zalan Sarkany | 7 min 30 s 56       | Florian Wellbrock | 7 min 31 s 90    | Ahmed Jaouadi | 7 min 31 s 93 AF  |
| 1 500 m              | Ahmed Jaouadi | 14 min 16 s 40      | Florian Wellbrock | 14 min 17 s 27   | Kuzey Tuncelli | 14 min 20 s 64 WJ |
| Dos                  | |                     | |                  | |                   |
| 50 m                 | NABWorld Aquatics : Neutral Athletes Team B (équipe B des athlètes neutres – athlètes russes autorisés –) Miron Lifintsev | 22 s 47 WJ          | Isaac Cooper | 22 s 49 OC       | Shane Ryan | 22 s 56           |
| 100 m                | NABWorld Aquatics : Neutral Athletes Team B (équipe B des athlètes neutres – athlètes russes autorisés –) Miron Lifintsev | 48 s 76 WJ          | Hubert Kós | 48 s 79          | Kacper Stokowski | 49 s 16           |
| 200 m                | Hubert Kós | 1 min 45 s 65 CR ER | Lorenzo Mora | 1 min 48 s 96    | Mewen Tomac | 1 min 49 s 93     |
| Brasse               | |                     | |                  | |                   |
| 50 m                 | Qin Haiyang | 25 s 42             | Emre Sakci | 25 s 56          | NABWorld Aquatics : Neutral Athletes Team B (équipe B des athlètes neutres – athlètes russes autorisés –) Kirill Prigoda           | 25 s 56           |
| 100 m                | Qin Haiyang | 55 s 47 AS CR       | NABWorld Aquatics : Neutral Athletes Team B (équipe B des athlètes neutres – athlètes russes autorisés –) Kirill Prigoda | 55 s 49          | NAAWorld Aquatics : Neutral Athletes Team A (équipe A des athlètes neutres – athlètes biélorusses autorisés –) Ilya Shymanovich    | 55 s 60           |
| 200 m                | Carles Coll | 2 min 1 s 55        | NABWorld Aquatics : Neutral Athletes Team B (équipe B des athlètes neutres – athlètes russes autorisés –) Kirill Prigoda | 2 min 1 s 88     | Yamato Fukasawa | 2 min 2 s 01      |
| Papillon             | |                     | |                  | |                   |
| 50 m                 | Noè Ponti | 21 s 32 WR          | Ilya Kharun | 21 s 67 AM       | Nyls Korstanje | 21 s 68           |
| 100 m                | Noè Ponti | 47 s 71 WR          | Maxime Grousset | 48 s 57          | Matthew Temple | 48 s 71           |
| 200 m                | Ilya Kharun | 1 min 48 s 24 CR    | Alberto Razzetti | 1 min 48 s 64 ER | Krzysztof Chmielewski | 1 min 49 s 26     |
| 4 nages              | |                     | |                  | |                   |
| 100 m                | Noè Ponti | 50 s 33             | Bernhard Reitshammer | 51 s 11          | Caio Pumputis | 51 s 35           |
| 200 m                | Shaine Casas | 1 min 49 s 51       | Alberto Razzetti | 1 min 50 s 88    | Finlay Knox | 1 min 50 s 90     |
| 400 m                | NABWorld Aquatics : Neutral Athletes Team B (équipe B des athlètes neutres – athlètes russes autorisés –) Ilia Borodin | 3 min 56 s 83       | Carson Foster | 3 min 57 s 45    | Alberto Razzetti | 3 min 58 s 83     |
| Relais               | |                     | |                  | |                   |
| 4 × 100 m nage libre | États-Unis- Jack Alexy - Luke Hobson - Kieran Smith - Chris Guiliano - Trenton Julian | 3 min 1 s 66 WR     | Italie- Alessandro Miressi - Leonardo Deplano - Lorenzo Zazzeri - Manuel Frigo                                           | 3 min 3 s 65     | Pologne- Kamil Sieradzki - Jakub Majerski - Ksawery Masiuk - Kacper Stokowski - Piotr Ludwiczak                                    | 3 min 4 s 46      |
| 4 × 200 m nage libre | États-Unis- Luke Hobson - Carson Foster - Shaine Casas - Kieran Smith - Trenton Julian - Daniel Matheson | 6 min 40 s 51 WR    | Australie- Maximillian Giuliani - Edward Sommerville - Harrison Turner - Elijah Winnington - David Schlicht              | 6 min 45 s 54 OC | Italie- Filippo Megli - Manuel Frigo - Carlos D'Ambrosio - Alberto Razzetti - Davide Dalla Costa - Alessandro Ragaini              | 6 min 47 s 51     |
| 4 × 100 m 4 nages    | NABWorld Aquatics : Neutral Athletes Team B (équipe B des athlètes neutres – athlètes russes autorisés –) - Miron Lifintsev - Kirill Prigoda - Andrey Minakov - Egor Kornev - Pavel Samusenko - Aleksandr Zhigalov - Dmitrii Zhavoronkov | 3 min 18 s 68 WR    | États-Unis- Shaine Casas - Michael Andrew - Dare Rose - Jack Alexy - AJ Pouch - Zach Harting - Harrison Turner           | 3 min 19 s 03    | Italie- Lorenzo Mora - Ludovico Viberti - Michele Busa - Alessandro Miressi - Christian Bacico - Simone Cerasuolo - Simone Stefanì | 3 min 19 s 91     |

### Femmes
| Épreuves             | Or | Or               | Argent | Argent           | Bronze | Bronze           |
| -------------------- | --- | ---------------- | --- | ---------------- | --- | ---------------- |
| Nage libre           | |                  | |                  | |                  |
| 50 m                 | Gretchen Walsh | 22 s 83 WR       | Kate Douglass | 23 s 05          | Katarzyna Wasick | 23 s 37          |
| 100 m                | Gretchen Walsh | 50 s 31 CR       | Béryl Gastaldello | 50 s 63          | Kate Douglass | 50 s 73          |
| 200 m                | Siobhan Haughey | 1 min 50 s 62    | Mary-Sophie Harvey | 1 min 51 s 49 AR | Claire Weinstein | 1 min 51 s 62 WJ |
| 400 m                | Summer McIntosh | 3 min 50 s 25 WR | Lani Pallister | 3 min 53 s 73 OC | Mary-Sophie Harvey | 3 min 54 s 88    |
| 800 m                | Lani Pallister | 8 min 1 s 95 CR  | Isabel Gose | 8 min 5 s 42     | Katie Grimes | 8 min 5 s 90     |
| 1 500 m              | Isabel Gose | 15 min 24 s 69   | Simona Quadarella | 15 min 30 s 14   | Jillian Cox | 15 min 41 s 29   |
| Dos                  | |                  | |                  | |                  |
| 50 m                 | Regan Smith | 25 s 23 WR       | Katharine Berkoff | 25 s 61          | Kylie Masse | 25 s 78          |
| 100 m                | Regan Smith | 54 s 55 CR       | Katharine Berkoff | 54 s 93          | Ingrid Wilm | 55 s 75          |
| 200 m                | Regan Smith | 1 min 58 s 04 WR | Summer McIntosh | 1 min 59 s 96 WJ | NAAWorld Aquatics : Neutral Athletes Team A (équipe A des athlètes neutres – athlètes biélorusses autorisés –) Anastasiya Shkurdai | 2 min 0 s 56     |
| Brasse               | |                  | |                  | |                  |
| 50 m                 | Ruta Meilutyte | 28 s 54          | Tang Qianting | 28 s 86          | Lilly King | 28 s 91          |
| 100 m                | Tang Qianting | 1 min 2 s 38     | Lilly King | 1 min 2 s 80     | Eneli Jefimova | 1 min 3 s 25     |
| 200 m                | Kate Douglass | 2 min 12 s 50 WR | NABWorld Aquatics : Neutral Athletes Team B (équipe B des athlètes neutres – athlètes russes autorisés –) Evgeniia Chikunova | 2 min 15 s 14    | Alex Walsh | 2 min 16 s 83    |
| Papillon             | |                  | |                  | |                  |
| 50 m                 | Gretchen Walsh | 24 s 01          | Béryl Gastaldello | 24 s 43          | Alexandria Perkins | 24 s 68 OC       |
| 100 m                | Gretchen Walsh | 52 s 71 WR       | Tessa Giele | 54 s 66          | Alexandria Perkins | 55 s 10 OC       |
| 200 m                | Summer McIntosh | 1 min 59 s 32 WR | Regan Smith | 2 min 1 s 00     | Elizabeth Dekkers | 2 min 2 s 91     |
| 4 nages              | |                  | |                  | |                  |
| 100 m                | Gretchen Walsh | 55 s 11 WR       | Kate Douglass | 56 s 49          | Béryl Gastaldello | 56 s 67          |
| 200 m                | Kate Douglass | 2 min 1 s 63 WR  | Alex Walsh | 2 min 2 s 65     | Abbie Wood | 2 min 2 s 75     |
| 400 m                | Summer McIntosh | 4 min 15 s 48 WR | Katie Grimes | 4 min 20 s 14    | Abbie Wood | 4 min 24 s 34    |
| Relais               | |                  | |                  | |                  |
| 4 × 100 m nage libre | États-Unis- Kate Douglass - Katharine Berkoff - Alex Shackell - Gretchen Walsh - Phoebe Bacon - Jillian Cox                         | 3 min 25 s 01 WR | Australie- Meg Harris - Milla Jansen - Alexandria Perkins - Lani Pallister - Lily Price - Leah Neale                         | 3 min 28 s 25    | Canada- Mary-Sophie Harvey - Summer McIntosh - Ingrid Wilm - Penny Oleksiak - Sydney Pickrem - Alexanne Lepage                     | 3 min 28 s 44    |
| 4 × 200 m nage libre | États-Unis- Alex Walsh - Paige Madden - Katie Grimes - Claire Weinstein - Phoebe Bacon - Lilla Bognar                               | 7 min 30 s 13 WR | Hongrie- Nikolett Pádár - Panna Ugrai - Dóra Molnár - Lilla Minna Ábrahám                                                    | 7 min 33 s 39    | Australie- Leah Neale - Elizabeth Dekkers - Milla Jansen - Lani Pallister - Tara Kinder                                            | 7 min 33 s 60    |
| 4 × 100 m 4 nages    | États-Unis- Regan Smith - Lilly King - Gretchen Walsh - Kate Douglass - Katharine Berkoff - Emma Weber - Alex Shackell - Alex Walsh | 3 min 40 s 41 WR | Grande-Bretagne- Abbie Wood - Angharad Evans - Eva Okaro - Freya Anderson                                                    | 3 min 47 s 84    | Chine- Qian Xinan - Tang Qianting - Chen Luying - Liu Shuhan                                                                       | 3 min 47 s 93    |

### Mixtes
| Épreuves            | Or | Or               | Argent                                                                                                 | Argent        | Bronze | Bronze        |
| ------------------- | --- | ---------------- | --- | ------------- | --- | ------------- |
| Relais              | |                  | |               | |               |
| 4 × 50 m nage libre | Italie- Leonardo Deplano - Alessandro Miressi - Silvia Di Pietro - Sara Curtis - Lorenzo Zazzeri | 1 min 28 s 50    | Canada- Ilya Kharun - Yuri Kisil - Ingrid Wilm - Mary-Sophie Harvey - Finlay Knox - Penny Oleksiak     | 1 min 28 s 60 | Pologne- Piotr Ludwiczak - Kamil Sieradzki - Kornelia Fiedkiewicz - Katarzyna Wasick                               | 1 min 28 s 80 |
| 4 × 50 m 4 nages    | NABWorld Aquatics : Neutral Athletes Team B (équipe B des athlètes neutres – athlètes russes autorisés –) - Miron Lifintsev - Kirill Prigoda - Arina Surkova - Daria Trofimova - Pavel Samusenko - Oleg Kostin - Daria Klepikova        | 1 min 35 s 36 ER | Canada Kylie Masse- Finlay Knox - Ilya Kharun - Ingrid Wilm                                            | 1 min 35 s 94 | États-Unis Shaine Casas- Michael Andrew - Regan Smith - Katharine Berkoff - AJ Pouch - Alex Shackell - Alex Walsh  | 1 min 36 s 20 |
| 4 × 100 m 4 nages   | NABWorld Aquatics : Neutral Athletes Team B (équipe B des athlètes neutres – athlètes russes autorisés –) - Miron Lifintsev - Kirill Prigoda - Arina Surkova - Daria Klepikova - Pavel Samusenko - Aleksandr Zhigalov - Daria Trofimova | 3 min 30 s 47    | États-Unis Regan Smith- Lilly King - Dare Rose - Jack Alexy - Shaine Casas[c] AJ Pouch - Alex Shackell | 3 min 30 s 55 | Canada Ingrid Wilm- Finlay Knox - Ilya Kharun - Mary-Sophie Harvey - Blake Tierney - Sophie Angus - Penny Oleksiak | 3 min 31 s 97 |

## Tableau des médailles
- Pays organisateur

| Rang | Nation | Or | Argent | Bronze | Total |
| ---- | --- | -- | ------ | ------ | ----- |
| 1    | États-Unis | 18 | 13     | 8      | 39    |
| 2    | NABWorld Aquatics : Neutral Athletes Team B (équipe B des athlètes neutres – athlètes russes autorisés –)      | 6  | 4      | 0      | 10    |
| 3    | Canada | 4  | 5      | 6      | 15    |
| 4    | Chine | 3  | 1      | 1      | 5     |
| 5    | Suisse | 3  | 0      | 0      | 3     |
| 6    | Australie | 2  | 5      | 5      | 12    |
| 7    | Hongrie | 2  | 2      | 0      | 4     |
| 8    | Italie | 1  | 5      | 3      | 9     |
| 9    | Allemagne | 1  | 3      | 0      | 4     |
| 10   | Îles Caïmans                                                                                                   | 1  | 0      | 1      | 2     |
| 10   | Tunisie | 1  | 0      | 1      | 2     |
| 12   | Espagne | 1  | 0      | 0      | 1     |
| 12   | Hong Kong | 1  | 0      | 0      | 1     |
| 12   | Lituanie | 1  | 0      | 0      | 1     |
| 15   | France | 0  | 3      | 2      | 5     |
| 16   | Brésil | 0  | 2      | 1      | 3     |
| 17   | Royaume-Uni | 0  | 1      | 2      | 3     |
| 18   | Pays-Bas | 0  | 1      | 1      | 2     |
| 18   | Turquie | 0  | 1      | 1      | 2     |
| 20   | Autriche | 0  | 1      | 0      | 1     |
| 21   | Pologne | 0  | 0      | 5      | 5     |
| 22   | NAAWorld Aquatics : Neutral Athletes Team A (équipe A des athlètes neutres – athlètes biélorusses autorisés –) | 0  | 0      | 2      | 2     |
| 23   | Belgique | 0  | 0      | 5      | 5     |
| 23   | Estonie | 0  | 0      | 1      | 1     |
| 23   | Irlande | 0  | 0      | 1      | 1     |
| 23   | Japon | 0  | 0      | 1      | 1     |